# IC 4738
IC 4738 је спирална галаксија у сазвјежђу Паун која се налази на листи објеката дубоког неба у Индекс каталогу.
Деклинација објекта је - 61° 54' 6" а ректасцензија 18h 40m 27,3s. Привидна величина (магнитуда) објекта IC 4738 износи 14,6 а фотографска магнитуда 15,3. IC 4738 је још познат и под ознакама ESO 140-35, AM 1835-615, PGC 62234.